# Мишковський Тит Іванович

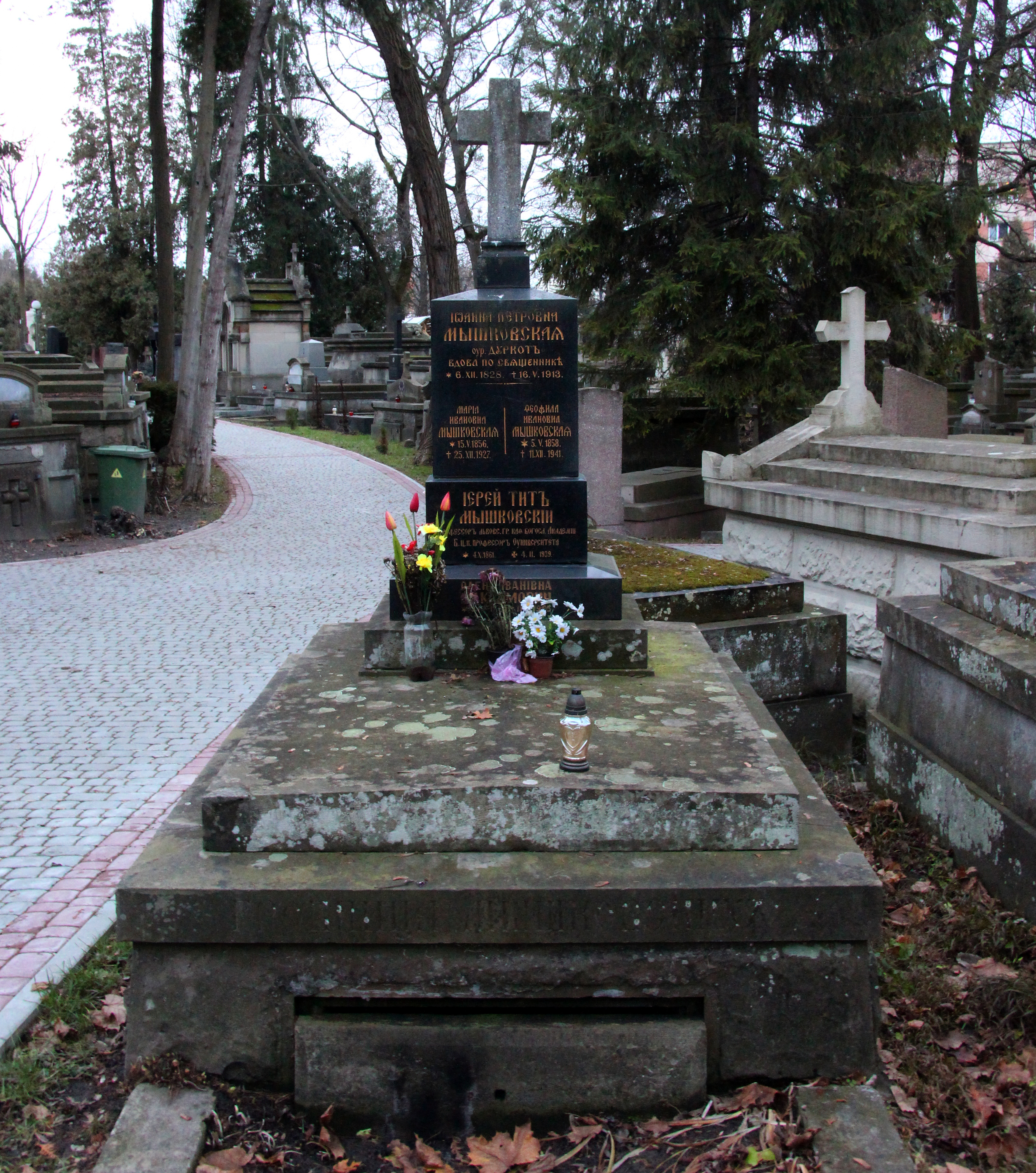

Мишковський Тит Іванович (14 жовтня 1861, Перегримка — 4 лютого 1939, Львів) — священник-москвофіл, духовний письменник, громадський діяч та педагог.

## Життєпис

### Юність
Тит Мишковський народився у священичій лемківський шляхетській родині у селі Перегримка на західній Лемківщині, 1880 р. закінчив гімназію у Перемишлі з відзнакою. Він обрав духовний шлях та поступив до навчання у греко-католицьку семінарію, потім продовжив освіту у Віденському університеті на факультеті теології, де захистив дисертацію на тему «Вступ до Нового Завіту». Під час навчання вільно опанував німецьку, польську, але також і давні класичні мови — латинську, давньогрецьку і єврейську (гебрайську, іврит). У подальшому деякі роботи богословського змісту Тит Мишковський писав прекрасною латинською мовою. Після повернення до Львова у вересні 1889 Мишковський був призначений префектом львівської генеральної семінарії, однак невдовзі його москвофільські погляди спричинили конфлікт як з Сильвестром Сембратовичем, так і з намісником Галичини Казимиром Бадені. Призначення Мишковського викладачем на кафедру у духовній академії у Перемишлі було відхилено, і довгий час він обіймав лише скромну посаду у Львові.

### Пастирська робота
Під час своєї пастирської роботи у Львові він також був священиком дівочого пансіону «Общества рускіх дам» та членом таких товариств москвофільського напряму, як «Рускій народний дім», «Галицько-руська матиця» та «Товариство імені Михаїла Качковського». Після смерті Сембратовича Тита Мишковського було призначено радником митрополичої капітули, та, невдовзі професором богословського факультету Львівського університету. На цей час припадає найбільша пастирська та викладацька діяльність Тита Мишковського. Його зусиллями було організоване товариство галицько-руських священиків ім. Йоана Златоуста, видавався часопис «Богословський вісник», велася робота з літературним фондом, залишеним Михаїлом Качковським. Робота Тита Мишковського була перервана Першою світовою війною, яка принесла закриття всіх галицьких установ москвофільського напряму та австрійські репресії. Тит Мишковський зустрів початок війні у селі Луги, завдяки чому не був заарештований у 1914 році з багатьма своїми однодумцями, однак підпав під другу хвилю репресій. Навесні 1915 року австрійська поліція заарештувала його та вивезла на суд до Угорщини. Під час подорожі у важких умовах він тяжко захворів. Незважаючи на відсутність доказів «зради» суд виніс вирок йому до ув'язнення, яке завдяки заступництву його львівських колег було замінено на вислання у тирольске село під нагляд поліції. У той час він листується зі своїми земляками, ув'язненними у Талергофському таборі, намагається добитися у австрійської влади покращення їх становища. Наприкінці 1916 року йому дозволяють повернутись до Львова і до перерваної роботи, однак його погляди спричиняють багато конфліктів як із його земляками, так і з польськими націоналістичними колами.

### Останні роки
Остаточну крапку на його роботі у львівському університеті ставить 1918 рік. Поляки, які зайняли Львів і проголосили його частиною відновленої Польщі, вимагали від всіх викладачів університету присяги на вірність новій державі. Тит Мишковський відмовився скласти присягу, вказавши що Львів ще ніким не визнаний як складова Польщі. Після цього він був звільнений з університету без права пенсії і до кінця життя заробляв як звичайний викладач у духовній академії. Незважаючи на москвофільські погляди Тита Мишковського, Андрій Шептицький підтримав його призначення на посаду декана теологічного факультету греко-католицької академії, яку тоді планувалося підняти до рівня повноцінного університету. У 1935 році Мишковський обійняв посаду віце-ректора академії. У цей же час він очолив Галицько-руську матицю та вступив до Руської селянської організації. Його популярність серед земляків зробила його своєрідним духовним представником Лемківщині у Львові. Тит Мишковський помер у Львові 4 лютого 1939 року.
Похований у родинному гробівці на 59 полі Личаківського цвинтаря.

## Творчість
До кінця життя Тит Мишковський продовжував працювати не лише як викладач, але й як духовний письменник та публіцист, виступаючи в оборону своїх переконань, східного обряду та на захист народності від спольщення. Значна частина творчої спадщини Тита Мишковського належить до духовної літератури, написаної частково латинською, частково руською мовою у варіанті, який використовували галицькі русини. Деякі з його робіт відображають боротьбу проти політики полонізації та латинізації, яку проводили як повоєнна влада другої Речі Посполотої, так і довоєнна польська адміністрація Галичини. Так, його ім'я стоїть серед підписантів протесту проти спроби проголосити львівський університет чисто польським у 1907 року. Його перу також належить робота «Південно-західна етнографічна границя Галицької Руси», з протестом проти спроб проголосити лемків поляками.

## Роботи
- De ultimo fine hominis (1889)
- Chronologice-historica introduction in novum testamentum (1892)
- Isaie Liber — Львів, 1906
- Нашъ обрядъ и облатиненіе его. Л. 1913.
- Изложение цареградской литургии святого Василия Великого (1926)
- Материалы истории борьбы за этимологическое правописание — Львов, 1930
- Як писати прописую — Львов 1931
- Этнографическая граница Руси на западе (1934)
- Моя ничтожность и мировая война
- Защита русских священников — (листи до папи латиною)
- Записки, или Дневник (1889—1938)